# Phycitodes lacteella
Phycitodes lacteella is een vlinder uit de familie snuitmotten (Pyralidae). De wetenschappelijke naam is voor het eerst geldig gepubliceerd in 1915 door Rothschild.
De soort komt voor in Europa.